# Sharsha
Sharsha är ett underdistrikt i Bangladesh. Det ligger i den sydvästra delen av landet, 170 km väster om huvudstaden Dhaka.
Trakten runt Sharsha består till största delen av jordbruksmark. Runt Sharsha är det mycket tätbefolkat, med 1 018 invånare per kvadratkilometer.